# Dinoderopsis serriger
Dinoderopsis serriger är en skalbaggsart som beskrevs av Pierre Lesne 1923. Dinoderopsis serriger ingår i släktet Dinoderopsis och familjen kapuschongbaggar. Inga underarter finns listade i Catalogue of Life.

## Bildgalleri

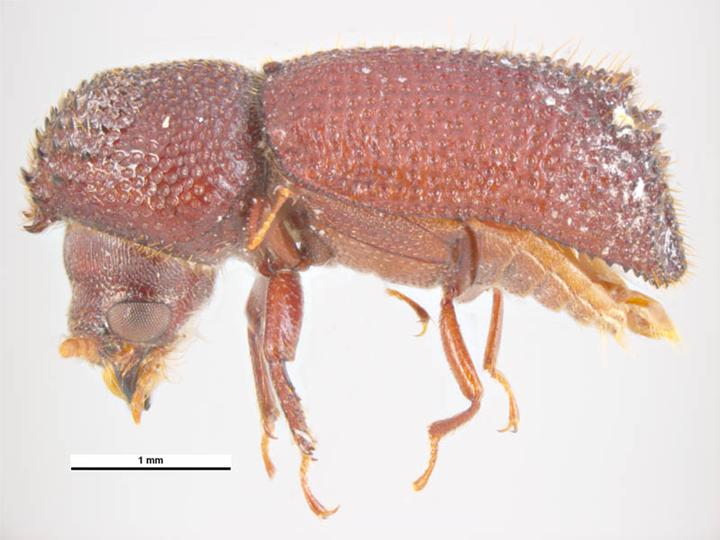